# Фебруар
Фебруар је други месец у години у јулијанском календару и грегоријанском календару. Има 28 дана (29 дана у преступној години) и једини је месец који има мање од 30 дана. Година је преступна ако фебруар има 29 дана, а проста ако има 28 дана.
Почетак месеца по јулијанском календару почиње 14-тог дана грегоријанског календара.
По Црквеном рачунању циклуса времена је шести месец.

## Одређивање преступне године
У преступној години се уводи један дан вишка у календар. С обзиром да је фебруар најкраћи месец, свега 28 дана, то се тај дан вишка додаје као 29-ти дан фебруара.
Према Јулијанском календару је свака четврта година преступна, односно она која је дељива са 4. Овај једноставан начин рачунања уводи грешку од приближно једног дана на 100 година. Тако су 1980, 1900. и 2000. година преступне.
Према Грегоријанском календару преступна је она година која је дељива са 4 али ако у исто време није дељива са 100 мада ако је ипак дељива са 400 онда јесте. Према овом је 1980. година преступна, 1900. година није, међутим 2000. година јесте. Тако се 1900. године разлика између Јулијанског и Грегоријанског календара повећала за један дан док 2000. године није.

## Порекло речи или етимологија
Фебруар је добио име од грчког (Φεβρουαριος), и латинског (februarius). Првобитно значење месеца фебруариуса је било посвећено очишћењу, те тако у Старом Риму беше последњи месец у години, у којем су се вршила жртвоприношења за очишћење од грехова.
Фебруар се код Срба, као и код неких словенских народа назива још „сретењски месец“ и „вељача“, а у старосрпском и „сечко“. Код Бугара назива се и мали „сечко“, код Словенаца „свечан“, код Чеха „унор“, а код Белоруса, Украјинаца и Пољака слично старословенском и српском „љути“. У староруском се назива „бокогреј“.
Преко цркве су у српски народ ушли латински називи за месеце, а њихови гласовни ликови показују да су прошли кроз грчко посредство.

## Верски календари

### Хришћански празници
- Велики празници или црвено слово
- Србљак
- Житије Светих за фебруар